# Battaglia di Marj al-Suffar (1126)
La battaglia di Marj al-Suffar fu combattuta il 25 gennaio 1126 tra un esercito crociato condotto da Baldovino II di Gerusalemme e il regno selgiuchide di Damasco, che era governato dall'atabeg Toghtigin.

I Crociati sconfissero l'esercito musulmano sul campo ma non riuscirono a conseguire il loro obiettivo, che era la conquista di Damasco.

## La battaglia
Dopo la vittoria nella battaglia di Azaz, a nord-est di Antiochia, Baldovino II condusse un esercito cristiano all'attacco di Damasco all'inizio del 1126.
L'esercito di Baldovino era costituito dai soliti cavalieri e soldati a cavallo sostenuti da lancieri ed arcieri a piedi.

A Marj al-Suffar, 30 chilometri dalla città, i Crociati incontrarono l'esercito di Damasco, che diede battaglia.

All'epoca Damasco era governata da Toghtigin, il fondatore della dinastia buride.
Della battaglia si conoscono solo pochi dettagli.
Le fonti sono contrastanti sui dettagli relativi alla tattica, ma concordano sul fatto che i Crociati non riuscirono a prendere Damasco.

I cristiani persero molti uomini in un combattimento molto ravvicinato contro gli arcieri turchi "ma, alla fine della giornata, con un forte attacco conseguirono una sofferta vittoria. Il loro successo tattico li lasciò non in grado di conquistare Damasco, che era l'obiettivo della campagna."
Un altro storico scrive "Le forze dei Crociati conseguirono una chiara vittoria ma non furono in grado di approfittare del loro vantaggio."
Un terzo autore riferisce che i Crociati vinsero perché Toghtigin "cadde dal suo cavallo e, pensando che egli fosse stato ucciso, i suoi compagni fuggirono".
A causa delle forti perdite i Crociati furono costretti a ritirarsi.
Questa fu una vera a e propria vittoria pirrica, così costosa da non poter essere sfruttata dai vincitori.
Nel 1129, i cristiani attaccarono di nuovo Damasco, ma il loro assedio alla città non ebbe successo.